# Heinrich Tiedermann
Heinrich Tiedermann (* 1. März 1873 in Hausberge a. d. Porta; † 22. April 1964 in Bremen) war ein Bremer Bürgerschaftsabgeordneter  (SPD).

## Biografie

### Ausbildung und Beruf
Tiedermann besuchte die Volksschule und erlernte den Beruf eines Tabakarbeiters. Von 1903 bis zum Mai 1933 war er hauptamtlicher Sekretär im Hauptvorstand des Tabakarbeiterverbands mit Sitz in Bremen.

### Politik
Tiedermann wurde Mitglied der SPD und 1888 Mitglied der Gewerkschaft. Von 1892 bis 1903 war er Vorsitzender der Filiale des Tabakarbeiterverbands in Bremen und von 1896 bis 1907 sowie von 1914 bis 1919 Distriktsführer und Vorstandsmitglied der SPD in Bremen.
Er war in der 13. bis 16. Wahlperiode von 1905 bis 1918 Mitglied der Bremischen Bürgerschaft und nach dem Ersten Weltkrieg 1919/1920 Mitglied in der verfassunggebenden Bremer Nationalversammlung.
In der Zeit des Nationalsozialismus war er 1933 zeitweise in einem Konzentrationslager in Haft. Nach 1945 nahm er erneut ehrenamtliche Funktionen in der Gewerkschaft war.